# 안양시의 향토문화재
안양시의 향토문화재는 다음 각 호의 어느 하나에 해당하는 것을 말한다.
1. 「문화재보호법」에 따라 국가 및 경기도 지정문화재로 지정되지 아니한 것으로서 문화재 중 향토의 역사, 예술상 가치가 있는 것과 이에 준하는 고고자료
2. 향토문화재로서 보존가치가 있을 것으로 기대되는 유적
3. 향토문화, 토속, 풍속으로 연구하는데 필요한 자료

## 지정 목록
| 번호 | 그림 | 명칭                              | 소재지                               | 소유자 (관리자)                  | 지정일자             | 비고 |
| ---- | ---- | --------------------------------- | ------------------------------------ | -------------------------------- | -------------------- | ---- |
| 1호  |      | 자유공원 지석묘 (自由公園 支石墓) | 안양시 동안구 평촌대로 86            | 안양시                           | 2018년 7월 26일 지정 |      |
| 2호  |      | 염불사 부도군                     | 안양시 만안구 예술공원로 245번길 150 | 염불사                           | 2018년 7월 26일 지정 |      |
| 3호  |      | 안양사 부도                       | 안양시 만안구 예술공원로 131번길 103 | 안양사                           | 2018년 7월 26일 지정 |      |
| 4호  |      | 삼막사 삼귀자                     | 안양시 만안구 삼막로 478             | 삼막사                           | 2018년 7월 26일 지정 |      |
| 5호  |      | 삼막사 감로정 석조                | 안양시 만안구 삼막로 478             | 삼막사                           | 2018년 7월 26일 지정 |      |
| 6호  |      | 안양 청동기유적                   | 안양시 관양동 1793-2                 | 안양시                           | 2019년 11월 4일 지정 |      |
| 7호  |      | 안양 일소리                       | 안양시 만안구 장내로99번길 48, 2층   | 안양소리보존회 (대표자 : 안희진) | 2019년 12월 9일 지정 |      |

## 참고 문헌
- 얀양시청 홈페이지 - 고시